# Stemodia jorullensis
Stemodia jorullensis är en grobladsväxtart som beskrevs av Carl Sigismund Kunth. Stemodia jorullensis ingår i släktet Stemodia och familjen grobladsväxter. Inga underarter finns listade i Catalogue of Life.